# Dasymetopa luteipennis
Dasymetopa luteipennis é uma espécie de mosca ulita ou do tipo foto-asa do gênero Dasymetopa, da família Ulidiidae.
A Dasymetopa luteipennis foi descrita pela primeira vez em 1909, por Friedrich Georg Hendel.